# Tatjana Sergejewna Berschadskaja
Tatjana Sergejewna Berschadskaja (russisch Татьяна Сергеевна Бершадская; * 4. Juli 1921 in Petrograd; † 8. Mai 2021) war eine sowjetische bzw. russische Musikwissenschaftlerin und Hochschullehrerin.

## Leben
Berschadskaja, Tochter des Dirigenten Sergei Berschadski und seiner Frau Nina Grigorjewna Sewerjanowa, besuchte die Leningrader Rimski-Korsakow-Musikschule in der historisch-theoretischen Abteilung (Abschluss 1940) und begann dann das Studium am Leningrader Konservatorium in der Kompostionstheorie-Fakultät.
Ab Beginn des Deutschen Angriffskriegs mit der Leningrader Blockade arbeitete Berschadskaja in Militärreparaturwerkstätten und ab 1943 als Musikerzieherin in Kindergärten ihres Bezirks. Nach der Rückkehr des Konservatoriums nahm sie ihr Studium wieder auf und schloss es 1947 in der Klasse von Juri Tjulin ab. Es folgte die Aspirantur in der Klasse von Christofor Kuschnarjow (Abschluss 1950). Ihre Kandidat-Dissertation über die konstitutiven kompositorischen Gesetzmäßigkeiten der Mehrstimmigkeit der russischen Volkslieder der Bauern verteidigte sie 1954 mit Erfolg für die Promotion zur Kandidatin der Kunstwissenschaft.
Gelehrt hatte Berschadskaja Harmonielehre und Gestaltung seit 1945 an der Rimski-Korsakow-Musikschule und ab 1953 auch am Konservatorium (1961 Dozentin, 1974 Professorin). Das Buch zu ihrer grundlegend neuartigen Harmonie-Vorlesung erschien 1978 (2. Auflage 1985, 3. Auflage 2003). Auf der Basis ihrer in der Vorlesung präsentierten Forschungsergebnisse verteidigte sie 1985 ihre Doktor-Dissertation mit Erfolg für die Promotion zur Doktorin der Kunstwissenschaft.
Schwerpunktmäßig widmete sich Berschadskaja den Theorie-Problemen der Harmonie und der Modalen Tonleitern als allgemeine Musikkategorien.
Wjatscheslaw Karzownik, Pjotr Tschernobriwez, Juri Falik, Mehdi Hosseini u. a. gehörten zu Berschadskajas Schülern.
Berschadskaja starb am 8. Mai 2021 und wurde nach der Trauerfeier in der Nikolaus-Marine-Kathedrale auf dem Nordfriedhof der Siedlung Pargolowo im Wyborger Rajon St. Petersburgs begraben.

## Ehrungen, Preise
- Verdiente Künstlerin der Russischen Föderation (1992)[6]
- Orden der Freundschaft (2004)[7]